# Ratajewo
Ratajewo (do 1948 Żwir, następnie przejściowo Ratajowo) – część miasta Sulejówka (SIMC 0921697), w województwie mazowieckim, w powiecie mińskim. Leży w południowej części miasta, wokół ul. Szklarniowej, przy samej granicy z warszawską Wesołą.
Dawniej Żwir był samodzielną wsią, w latach 1867–1930 w gminie Wawer w powiecie warszawskim. W 1921 roku Żwir liczył 322 mieszkańców.
1 kwietnia 1930 Żwir włączono do gminy Okuniew w tymże powiecie. 20 października 1933 utworzono gromadę Żwir w granicach gminy Okuniew, składającą się z samej wsi Żwir.
1 kwietnia 1939 weszła w skład nowo utworzonej gminy Sulejówek w powiecie warszawskim.
Podczas II wojny światowej w Generalnym Gubernatorstwie, w dystrykcie warszawskim. W 1943 Żwir liczył 439 mieszkańców.
1 stycznia 1949 nazwę gromady Żwir zmieniono na Ratajowo.
1 lipca 1952, w związku z likwidacją powiatu warszawskiego, okrojoną gminę Sulejówek (z Ratajowem) przeniesiono do nowo utworzonego powiatu miejsko-uzdrowiskowego Otwock, gdzie została przekształcona w jedną z jego ośmiu jednostek składowych – dzielnicę Sulejówek.
Dzielnica Sulejówek przetrwała do końca 1957 roku, czyli do chwili zniesienia powiatu miejsko-uzdrowiskowego Otwock i przekształcenia go w powiat otwocki. 1 stycznia 1958 dzielnicy Sulejówek nadano status osiedla, przez co Ratajowo stało się integralną częścią Sulejówka, a w związku z nadaniem Sulejówkowi praw miejskich 18 lipca 1962 – częścią miasta.